# Behaartfrüchtige Platterbse
Die Behaartfrüchtige Platterbse (Lathyrus hirsutus), auch Behaarte Platterbse genannt, ist eine Pflanzenart aus der Gattung Platterbsen (Lathyrus) in der Unterfamilie Schmetterlingsblütler (Faboideae). Sie ist von Europa bis Vorderasien verbreitet. 

## Beschreibung

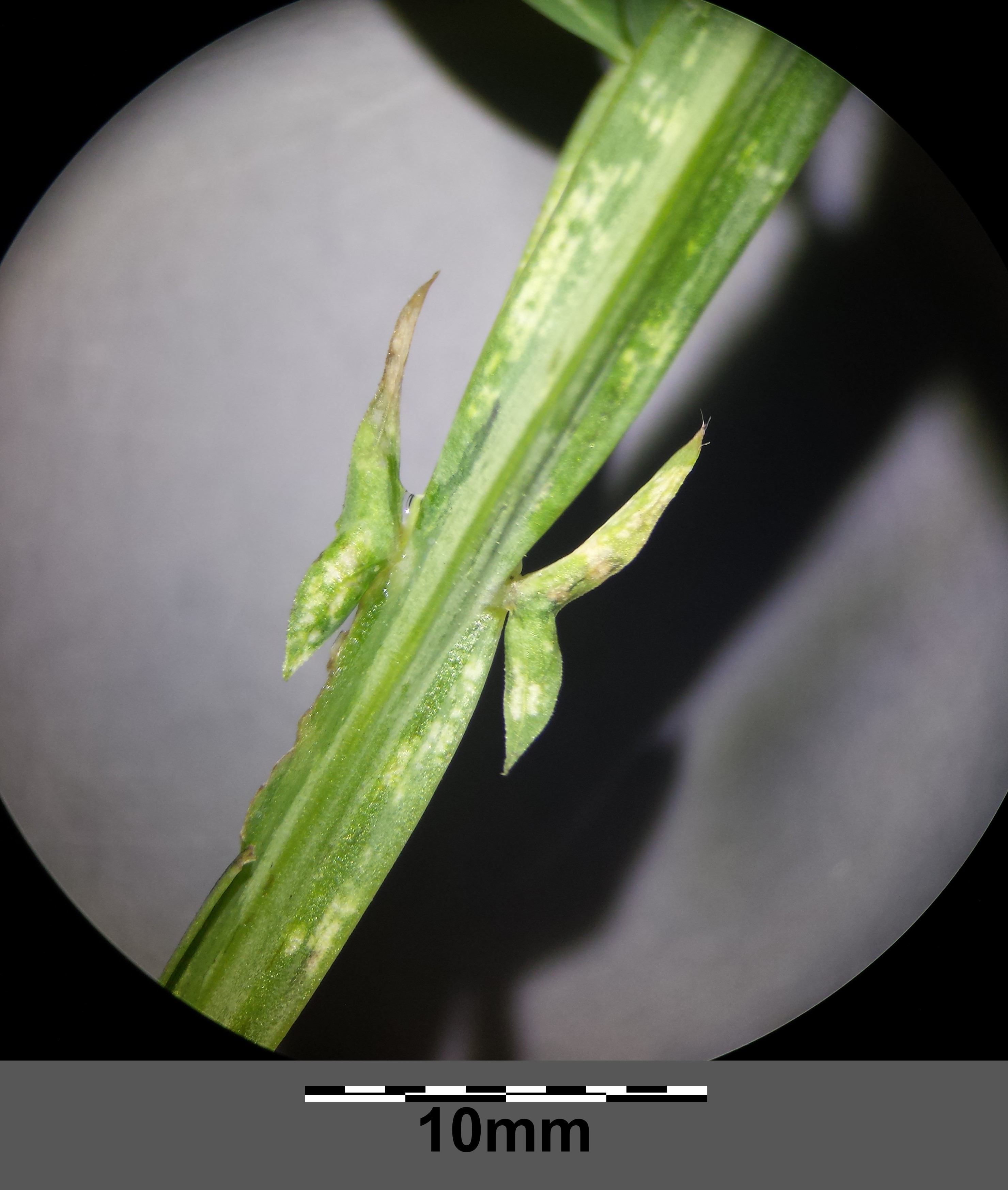
Nebenblätter

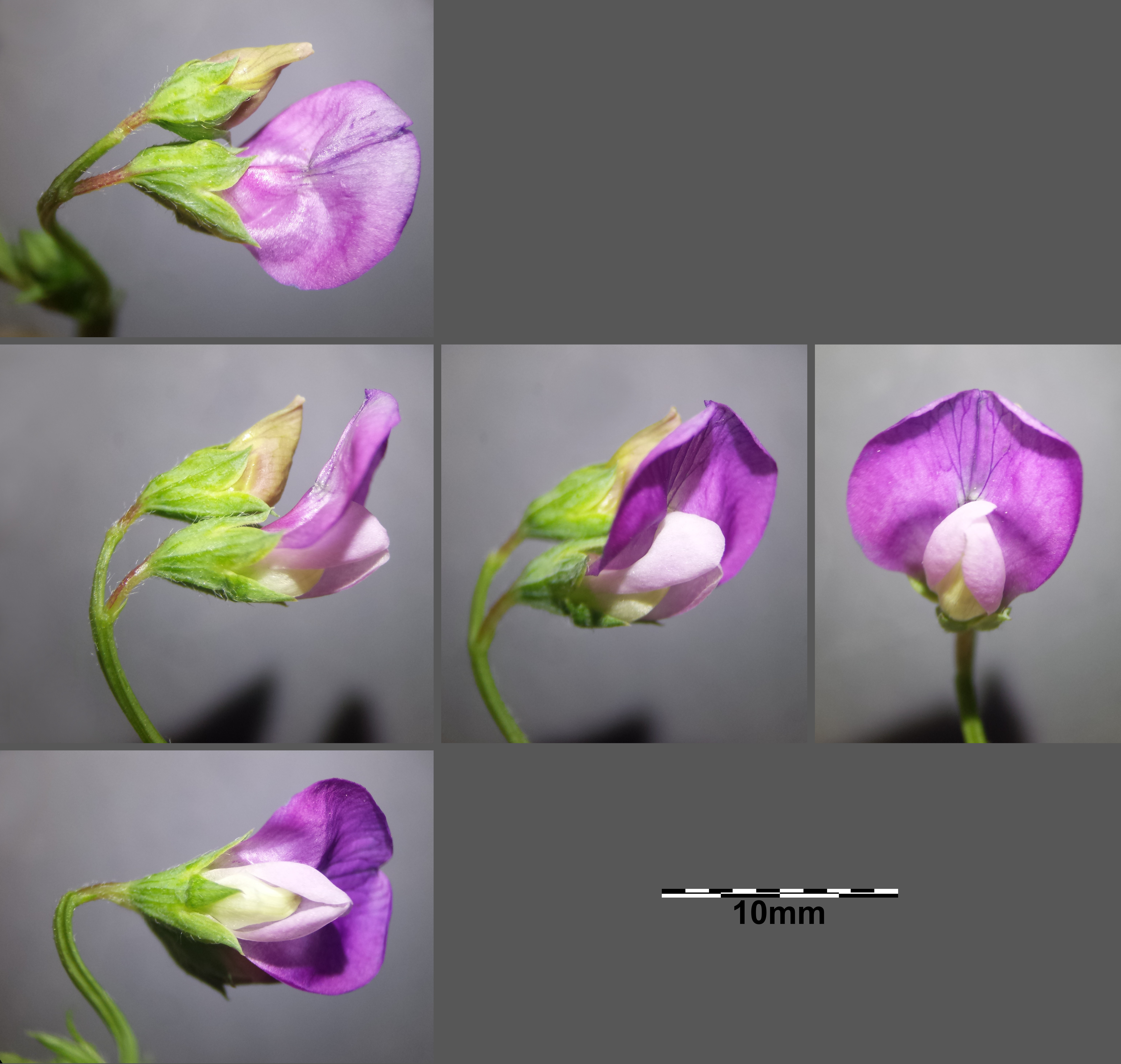
Zygomorphe Blüte

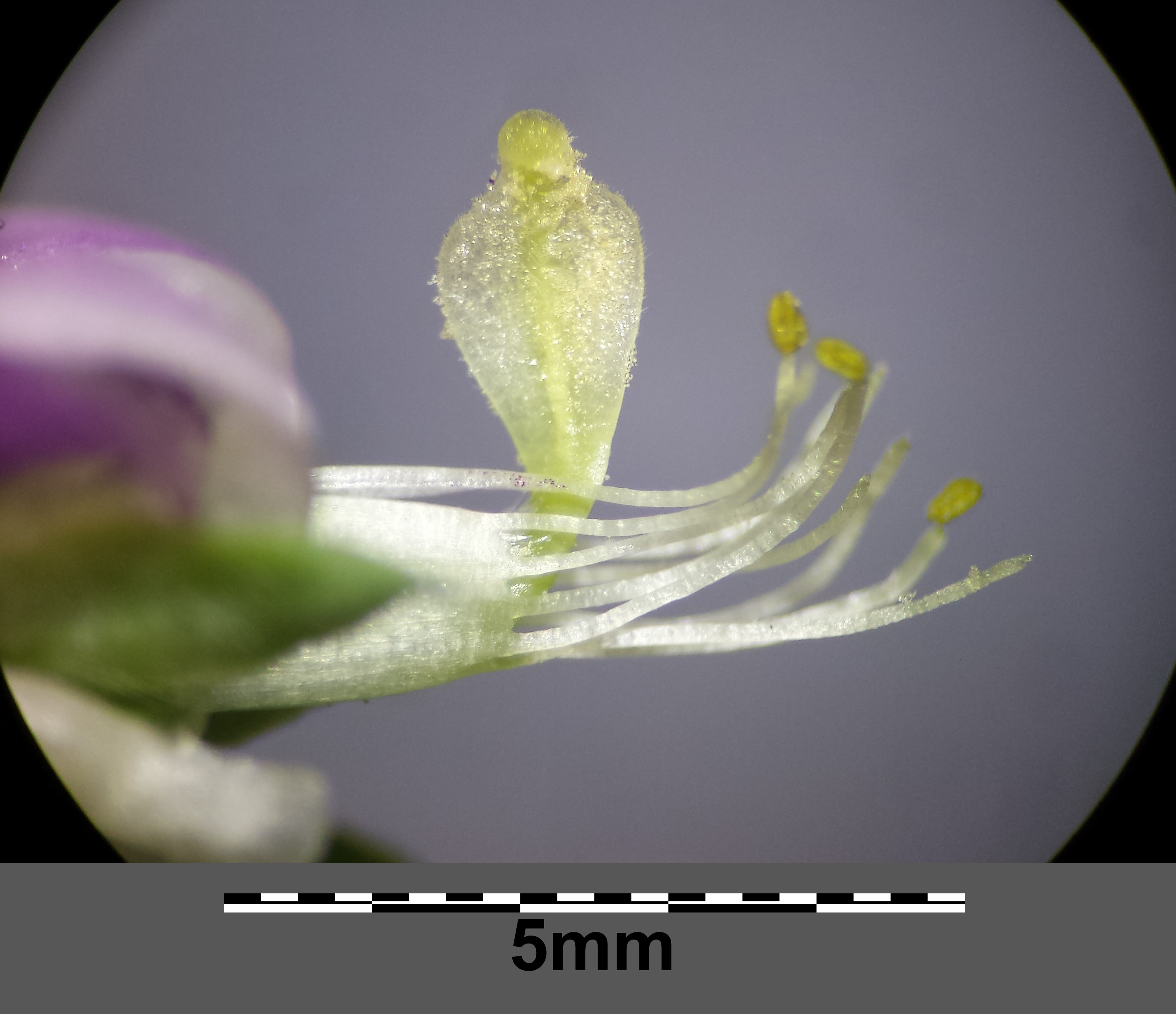
Staubfädenrinne und Griffel

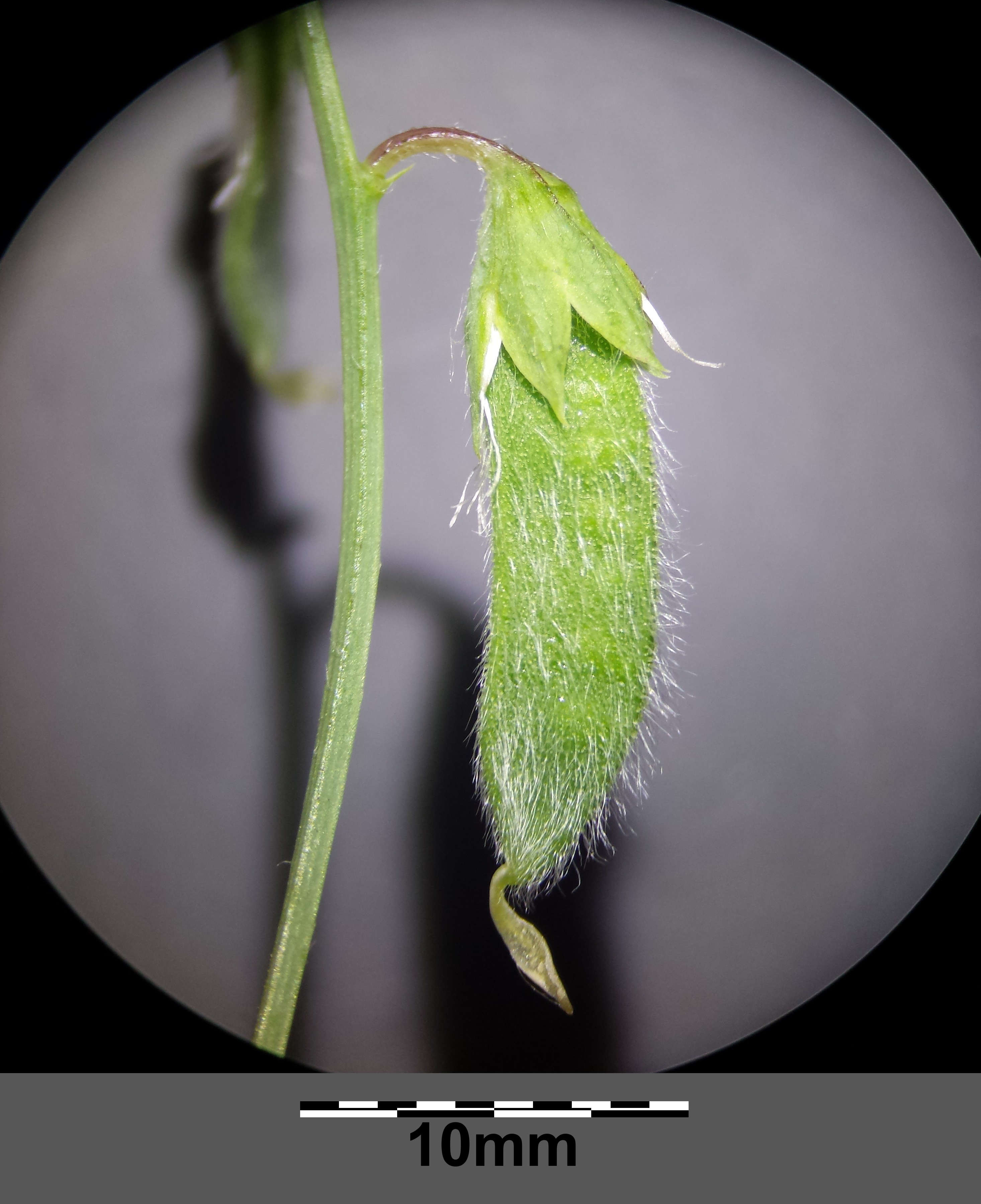
Hülsenfrucht

### Erscheinungsbild und Blatt
Die Behaartfrüchtige Platterbse ist eine einjährige oder einjährig-überwinternde krautige Pflanze. Der kahle oder zerstreut bewimperte Stängel ist 30 bis 100 cm lang, meist vom Grunde an ästig, aufsteigend, aufrecht oder kletternd und mit den meist schmalen Flügeln etwa 2 bis 4 mm breit.
Die wechselständig angeordneten Laubblätter sind in Blattstiel und Blattspreite gegliedert. Die Blattstiele sind schmaler geflügelt, etwa 1 bis 2 cm lang und nur 1/8 bis 1/3-mal so lang wie die Blättchen. Die Laubblätter tragen eine meist kräftige, drei- bis mehrteilige Ranke, an den unteren Laubblättern mit kurzer Granne. Die Fiederblättchen wachsen stets nur in einem Paar, sind lanzettlich bis elliptisch, etwa 1,5 bis 6 cm lang und 3 bis 15 mm breit. Sie sind spitz oder abgerundet und bespitzt, mit gestreckten Nerven bildenden Netznerven, sind meist kahl und von frisch oder bläulichgrüner Farbe. Die Nebenblätter sind halb so lang bis etwa so lang wie der Blattstiel und schmal halbpfeilförmig.

### Blütenstand und Blüte
Die Blütezeit reicht von Juni bis August. Die traubigen Blütenstände sind 1,5- bis 3-mal so lang wie die Laubblätter, ein bis dreiblütig und besitzen kräftige, kantig gefurchte, in eine kurze Granne endende Achsen. Die Blüten sind 1 bis 1,5 cm lang und sitzen an 3 bis 5 mm langen Stielen in der Achsel kurzer, pfriemlicher, bleibender Tragblätter. Die Kelchzähne sind breit lanzettlich und etwa so lang wie die Röhre. Die Krone ist meist blauviolett, selten auch rosafarben oder weiß; beim Welken wird sie blau. Die Fahne ist dunkler geadert und viel länger als die helleren Flügel und das weißliche Schiffchen.

### Frucht und Samen
Die Hülsenfrüchte sind linealisch und oft etwas gekrümmt, etwa 3 bis 5 cm lang und 6 bis 10 mm breit. Sie sind dicht mit langen, hellen, auf Knötchen sitzenden Haaren besetzt. Reif werden sie braun und verkahlen des Öfteren. Sie enthalten fünf bis sechs Samen.
Die Samen sind kugelig, warzig-rau und von graubrauner Farbe.

### Chromosomensatz
Die Chromosomenzahl beträgt 2n = 14.

## Verbreitung und Standortansprüche
Die Behaartfrüchtige Platterbse ist im Mittelmeerraum, in England, Belgien, nach Osten bis in die Ukraine, Krim und Transkaukasien sowie Vorderasien bis Pakistan verbreitet. In Mitteleuropa kommt sie nur eingebürgert oder adventiv, selten und unbeständig vor.
Die Behaartfrüchtige Platterbse wird wie andere Schmetterlingsblütler u. a. mit süd- und südosteuropäischen Getreide- bzw. Wickensaaten verschleppt. Vereinzelt war Lathyrus hirsutus im Oberrheintal schon Bauhin Anfang des 17. Jahrhunderts bekannt. Sie scheint aber in den meisten Gegenden Mitteleuropas erst nach 1830 eingeschleppt worden zu sein, ist also unter die Neophyten zu zählen.
Im mitteleuropäischen Tiefland kommt sie nur vereinzelt vor; in den Mittelgebirgen mit kalkhaltigem Gestein ist sie sehr selten, vor allem in Lagen mit mildem Klima. Die Behaartfrüchtige Platterbse tritt in Deutschland selten und unbeständig auf, vor allem im mittleren und südwestlichen Gebiet. Lathyrus hirsutus findet man in Bayern vor allen Dingen im nördlichen Teil selten und zerstreut und häufig adventiv. Dort wächst sie in Getreidefeldern, Wickenäckern, auf Brachen, an Feldrainen, in Hecken, Steinbrüchen. Sie bevorzugt kalkreichen Boden. Pflanzensoziologisch ist sie in Mitteleuropa eine Charakterart des Caucalo-Adonidetum (Verband Caucalidion); überregional ist sie eine Secalietalia-Ordnungscharakterart, die aber auch in wärmeliebenden Saumgesellschaften vorkommt.
Die Behaartfrüchtige Platterbse gedeiht am besten auf kalkhaltigen und nicht zu nährstoffarmen Sand- oder sandigen Lehmböden. Sie besiedelt in Mitteleuropa Getreidefelder, Ödland und Brachen.
Die ökologischen Zeigerwerte nach Landolt et al. 2010 sind in der Schweiz: Feuchtezahl F = 2 (mäßig trocken), Lichtzahl L = 3 (halbschattig), Reaktionszahl R = 4 (neutral bis basisch), Temperaturzahl T = 4+ (warm-kollin), Nährstoffzahl N = 3 (mäßig nährstoffarm bis mäßig nährstoffreich), Kontinentalitätszahl K = 4 (subkontinental).

## Gefährdung/Schutz
Gefährdung in Deutschland: Kategorie 2 (stark gefährdet). Für das gesamte Verbreitungsgebiet stuft die IUCN diese Art aufgrund ihrer weiteren Verbreitung und das sie in Schutzgebieten vorkommt als Least Concern (gering gefährdet) ein.

## Taxonomie
Die Behaartfrüchtige Platterbse wurde 1753 von Carl von Linné in Species Plantarum Band 2, Seite 732 als Lathyrus hirsutus erstbeschrieben.